# Berger allemand
Pour les articles homonymes, voir Berger (homonymie) et Allemand.
Le berger allemand (aussi appelé berger d’Alsace, berger alsacien ou chien-loup d'Alsace), est une race de chiens (Canis lupus familiaris) tirant son nom de son pays d'origine, l'Allemagne, où elle est apparue à la fin du XIXe siècle.
La Fédération cynologique internationale le reconnaît sous le nom de Deutscher Schäferhund, ce qui laisse à penser que durant des milliers d'années, des animaux proches des bergers allemands et de leurs cousins belge ou hollandais ont existé dans cette région d'Europe.

## Histoire de la race

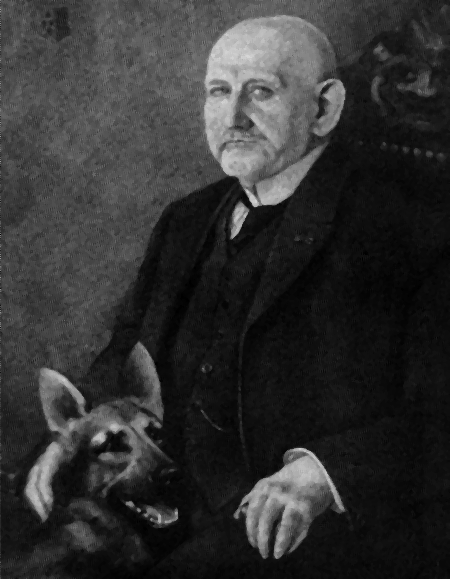
Max Emil Friedrich von Stephanitz - le fondateur de la race de chien de berger allemand et le premier président de l'Association des amis du berger allemand (Der Verein für Deutsche Schäferhunde) (photo avec son chien: le premier berger allemand enregistré nommé Horand von Grafrath).

En 1878, les éleveurs allemands de chiens à aptitudes bergères réalisent une première tentative de regroupement dans le but d’améliorer leurs chiens.
Ceux-ci sont très variés d’un point de vue phénotypique, notamment selon les régions : par exemple, le type Wurtemberg porte les oreilles droites, alors que celui de Thuringe a les oreilles tombantes. Il existe également des chiens différents en Bavière ou dans la Hesse. Mais leur principal point commun est leur caractère qui fait d’eux de bons gardiens de troupeaux et de biens : intelligence, obéissance, vigilance, incorruptibilité. On retrouve également chez tous robustesse et rusticité, puisque jusqu’alors, la sélection empirique qui a été réalisée visait à obtenir de bons livres généalogiques — tentant d’établir une société, le Phylax, mais le projet n’aboutit pas.
C’est le capitaine de cavalerie Max Emil Frédéric von Stephanitz qui sera le véritable « père » de la race. Après avoir longtemps admiré les aptitudes des chiens de berger, il décide d’en acheter un le 3 avril 1899. Son nom d'origine est Hektor von Linksrhein, qu’il rebaptisera ensuite Horand von Grafrath. Celui-ci est gris et jaune, plutôt de type berger de Thuringe (mais à oreilles droites). Von Stephanitz et Arthur Meyer créent ensuite le club de race le 22 avril 1899 à Karlsruhe (Verein für Deutsche Schäferhunde (en) ou SV), le capitaine sera à sa tête pendant trente-cinq ans.
Le 28 septembre 1899 est publié le premier standard de la race, et en 1900, Horand inaugure le livre des origines du SV (« Zuchtbuch »).
Ce qui fera plus tard la force de la race, c’est la largesse de ses dirigeants dans la première définition du berger allemand : « tout chien de berger vivant en Allemagne qui, grâce à un exercice constant de ses qualités de chien de berger, atteint la perfection de son corps et de son psychisme dans le cadre de sa fonction utilitaire ». Les buts sont clairs, c’est donc par et pour le travail que la sélection du berger allemand commence.
Le club présente rapidement une activité importante et organisée. Dès 1902, un journal est édité pour tous ses membres, et en 1903 un registre de sélection voit le jour avec la compilation des performances des reproducteurs. Les progrès seront rapides car bien dirigés à l’échelon national et bien suivis par les efforts des éleveurs (1 215 membres en 1906). On commence à rechercher des femelles du même type et à organiser des expositions pour uniformiser la race, et notamment une exposition nationale d’élevage qui permet à tous les éleveurs du pays de choisir des reproducteurs homogènes.
Peu à peu, on trouva au berger allemand d’autres utilités que la garde des troupeaux (ceux-ci ayant vu leur effectif diminuer). Ses qualités de robustesse, son flair hors pair et son obéissance à toute épreuve encouragèrent la police allemande à l’utiliser. En 1914, le SV et l’armée organisent une démonstration des possibilités du berger allemand en temps de guerre, à laquelle il paya ensuite un lourd tribut.
En 1922, l’examen de Körung est mis en place pour la sélection des reproducteurs ; ceux qui sont déclarés aptes à la reproduction sont inscrits dans le registre Körbuch. En 1926, le livre des origines compte déjà 346 000 chiens inscrits. Dans les années 1950, l’épreuve du coup de feu[réf. nécessaire] et le test de caractère font leur apparition. Le SV est renommé pour le dirigisme qu’il impose à l’élevage : nombre de saillies limité, choix de l’étalon en accord avec le surveillant d’élevage, interdiction de faire saillir une femelle recommandée par un mâle non recommandé, etc. Toutes ces mesures visent à guider la sélection pour le mieux.
Katzmair et Funk succèdent à von Stephanitz, puis le Dr Rummel en 1971. En 1974, est créée l’Union mondiale des Associations de Berger Allemand (WUSV), grâce à la volonté de regroupement du Dr Rummel, qui encourageait « un dialogue fructueux, aussi bien pour l’élevage que pour l’utilisation ». En 1982, Hermann Martin (élevage von Arminius) devient président du SV. Le premier championnat de travail WUSV se déroule à Münster du 16 au 18 septembre 1988. En 1994, Peter Messler prend la tête du SV jusqu’en décembre 2002 ; lui succède alors Wolfgang Henke puis Heinrich Meßle en 2015. Les membres du club font preuve de beaucoup de motivation et de dynamisme pour voir évoluer leur race. Ils se retrouvent très fréquemment lors de réunions pour parler de leurs chiens.

### En France

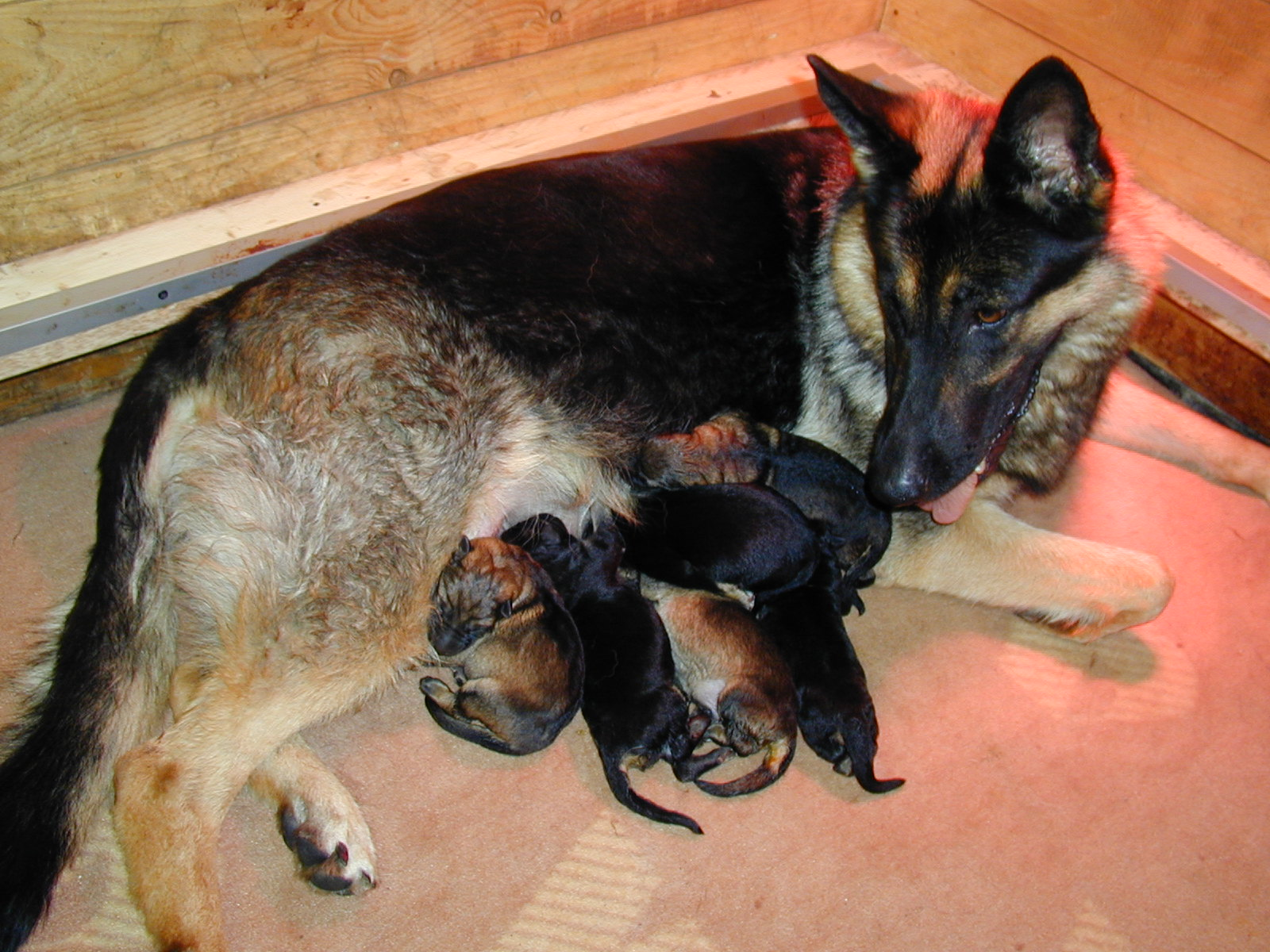
Chienne avec ses six petits âgés de deux jours.

Dès 1910, l’importation de bergers allemands commence en France et augmente d’année en année : 4 132 chiens arrivent en France au cours du premier semestre 1912. C’est Georges Barais (élevage de Beauchamps) qui tiendra une place capitale pour le berger allemand en France. Il crée en 1913 le club du berger d’Alsace puis, en 1920, la Société du Chien de Berger d’Alsace (SCBA) qui structure réellement l’élevage. Dès sa constitution, celle-ci édite un bulletin mensuel malgré les faibles moyens de l’époque. Le 7 mars 1920 une première exposition de berger d’Alsace a lieu à Bordeaux, jugée par Georges Barais, et le compte-rendu de la journée est déjà disponible dans le bulletin du 1er avril.
Ce n’est que le 8 octobre 1922 que les Français reconnaissent officiellement l’origine allemande de leur chien favori (ils considéraient auparavant que cette race française avait été volée par les Allemands en 1870) et la SCBA devient la Société du Chien de Berger Allemand. Elle tient son livre d’élevage et publie des pedigrees jusqu’en 1958 (création de la SCC). Lorsque Georges Barais disparaît en 1955, c’est Marcel Olive (élevage de Fort-Réal) qui lui succède.
La SCBA a été et reste le premier club de race français. Elle aligne sa politique d’élevage sur le pays d’origine pour obtenir les meilleurs résultats possibles.
En France, la première exposition nationale d’élevage a lieu en 1958 à Vichy, avec rapidement l’instauration des tests au coup de feu et des dépistages de la dysplasie de la hanche. Depuis 1978, un test de caractère est également mis en place. Ce rassemblement fut d’abord dénommé « exposition principale d’élevage », avant de devenir en 1987 l’« exposition nationale d’élevage » (définition de la SCC). Depuis 1989, elle a lieu chaque année en un lieu différent.

### En Italie
En Italie, le premier berger allemand s’appelait Olaf von Hoharen Fichte, et fut importé en 1949 par Danzio Gobbi (titulaire de l’élevage de l’Alta Quercia, il importa aussi par la suite le célèbre Mutz von Pelztierfarm). À la même date, Leonardo Gatto Roissard (élevage di Casa Gatto) et le Dr Ignazio Barbieri fondèrent le club du berger allemand à Milan, transféré ensuite à Modène en 1969 par le Dr Walter Gorrieri (élevage di Val del Tiepido). Ce dernier constitua en 1977 le SAS (Società Amatori Schaferhünde), qui est le club de race actuel. Le nombre d’inscription au LOI passa de 2 492 en 1949 à 5 222 en 1969. C’est dans les années 1970 que les chiffres explosent : (28 857 naissances en 1976. Ce nombre record a ensuite subi une diminution et s’est stabilisé depuis les années 1990.
Les élevages cités sont ceux qui ont le plus marqué les années de 1965 à 1975 ; plus tard on peut noter l’importance des affixes : di Cà San Marco (F. Dolci), del Catone (S. Capetti), di Casa Mary (W. Pagin), d’Ulmental (Francioni).
Le président du SAS en 2003 est Ezio Roman, presque 6 000 membres y sont inscrits.
L’Italie a vu naître plusieurs grands champions et même plusieurs « Auslese » allemands, le plus célèbre étant certainement Max della Loggia dei Mercanti. L’élevage italien le plus présent actuellement au niveau international est certainement della Valcuvia de Luciano Musolino, surtout grâce au chien Dux, qui a obtenu le titre d’« Auslese » en Allemagne en 2001.

### Aux États-Unis

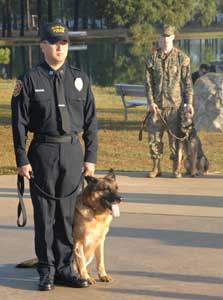
Berger allemand dans la marine américaine.

Aux États-Unis, la légende raconte que le premier berger allemand ait été ramené sur ce continent par le caporal Lee Duncan, qui avait vu les exploits de ce chien pendant la Première Guerre mondiale. Cette légende est démentie par l'histoire du club, qui fut fondé avant cette guerre. La race atteint toute sa notoriété grâce au succès de son chien dans la série Rintintin.
Le club fut fondé en 1913 par S. Hastead Yates. Il mena une politique différente de celle des Européens en privilégiant la beauté au travail. Avec (25 000 inscriptions au livre des origines en 1926 et plus de 100 000 en 1970, on peut dire que le berger allemand y tient aussi une place très importante.

## Description

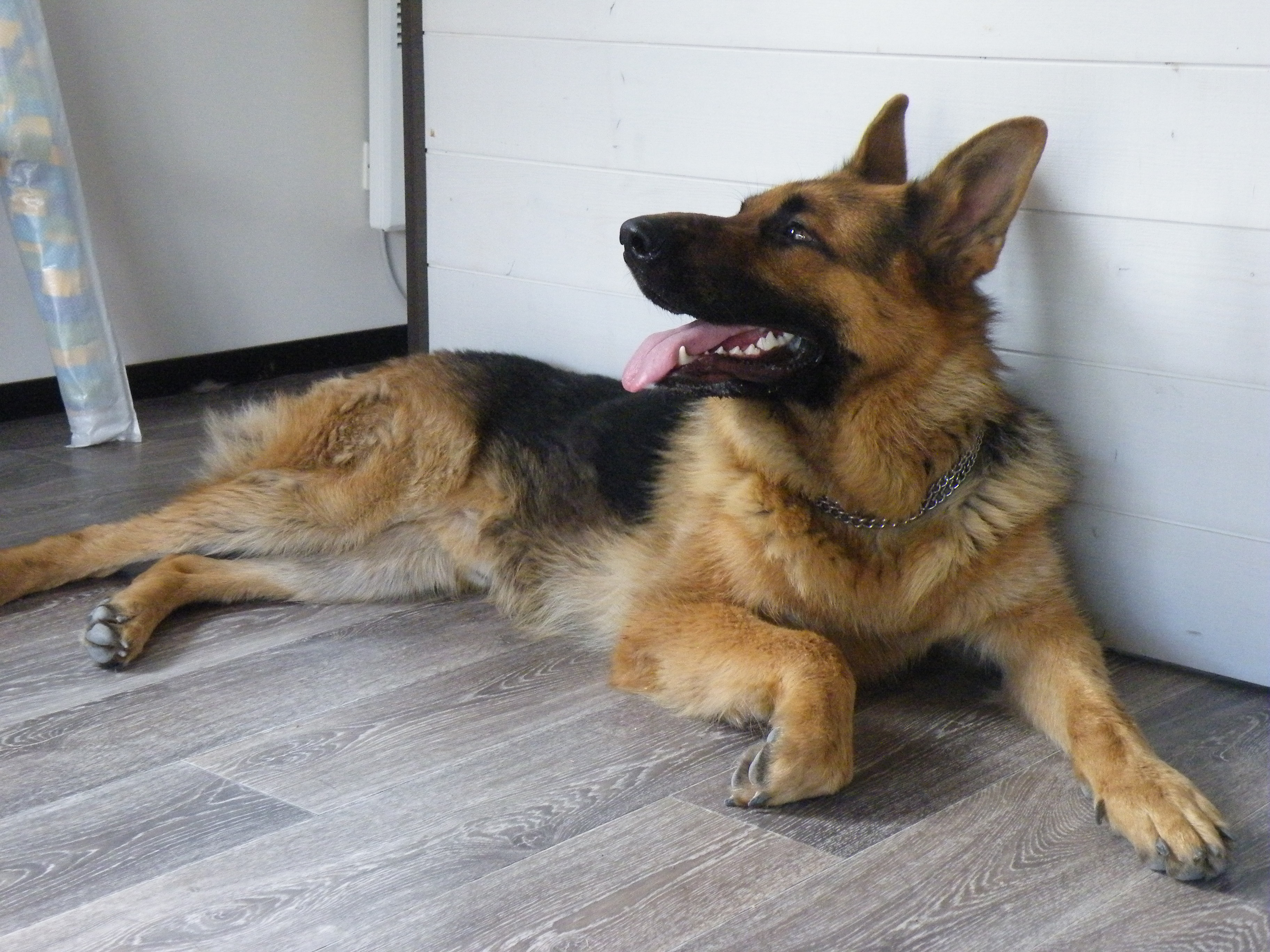
Berger allemand allongé.

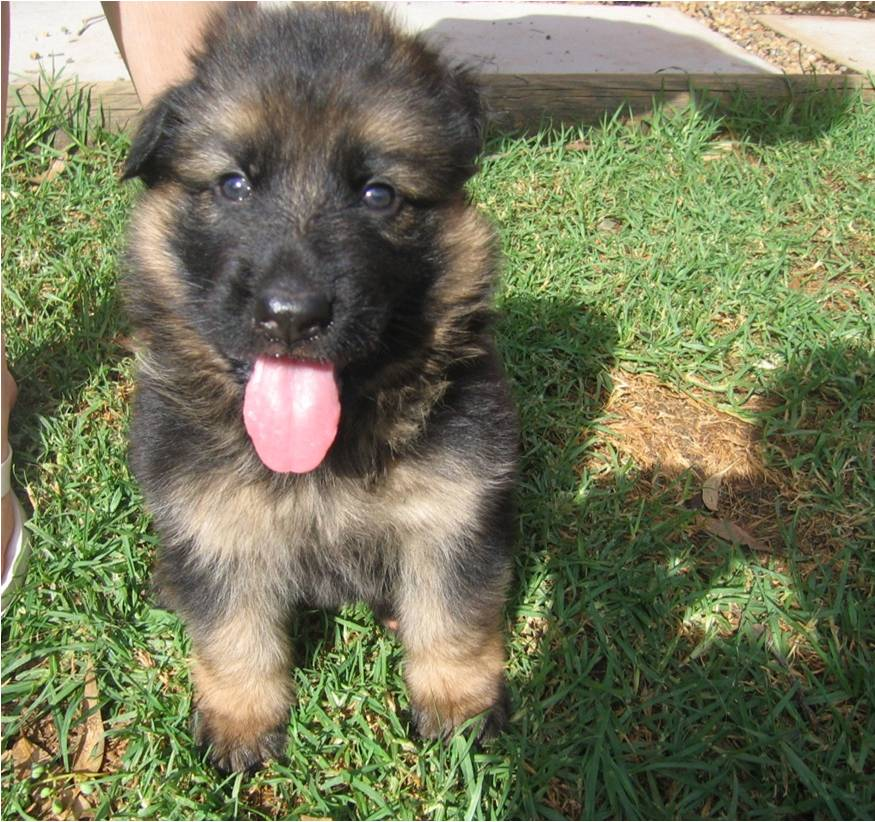
Chiot berger allemand âgé de cinq semaines.

Le berger allemand est un chien à la fois très sportif et élégant, grâce à sa taille souple. Son pelage est dense, rude et droit. Sa robe est noire-marron-fauve, noire ou encore grise. Sa truffe est foncée (noire), ses yeux en amande de couleur brune et ses oreilles droites. Sa queue est tombante, touffue. Il existe deux variétés également reconnues : à poils courts ou à poils longs.
Les bergers allemands sont des chiens très polyvalents composés de deux lignées :
- la lignée dite de travail : elle est morphologiquement faite pour être plus à l’aise avec des sauts et des exercices sollicitant son endurance, la vitesse de déplacement et la tonicité. La ligne de dos est plus droite que la ligne dite de beauté et le gabarit est de taille moyenne et athlétique. Il est de couleur grise, noir ou black et tan. Le berger allemand de travail excelle dans les disciplines à haut niveau comme l’IPO ou IGP, le RING, le Mondioring, le troupeau, etc.
- la lignée dite de beauté : des critères morphologiques différents : robe noir et feu (même si l’on trouve de nos jours du gris et du noir), un poitrail très développé, ligne de dos formant une inclinaison de l'omoplate à descendre vers le bassin mettant en valeur la posture du chien. Il est fait pour pouvoir trotter longtemps sans fatiguer ses articulations[réf. nécessaire]. Il a été sélectionné pour les concours de beauté canine, générant ainsi des hypertypes, source de perte de capacités de saut pour les chiens dont la ligne de dos est trop plongeante[7]. Il a tout de même gardé son aptitude de chien d’utilité puisqu’un certificat IPO ou IGP est obligatoire pour obtenir la confirmation allemande ou Korung.

la Korung est une épreuve de sélection allemande instaurée par le père fondateur de la race : Le capitaine Von Stephanitz, qui évalue à la fois les qualités morphologiques du chien et son goût pour le travail.
D'après le standard de la SCBA, le Berger Allemand est de taille moyenne, légèrement plus long que haut, de ligne athlétique il est vigoureux, musclé, et dispose d'une construction générale solide.
Les mâles ont une taille d'environ 60 à 65 cm au garrot et les femelles entre 55 et 60 cm au garrot. Le poids varie de 22 à 32 kg pour la femelle et de 30 à 40 kg pour le mâle.

## Caractère

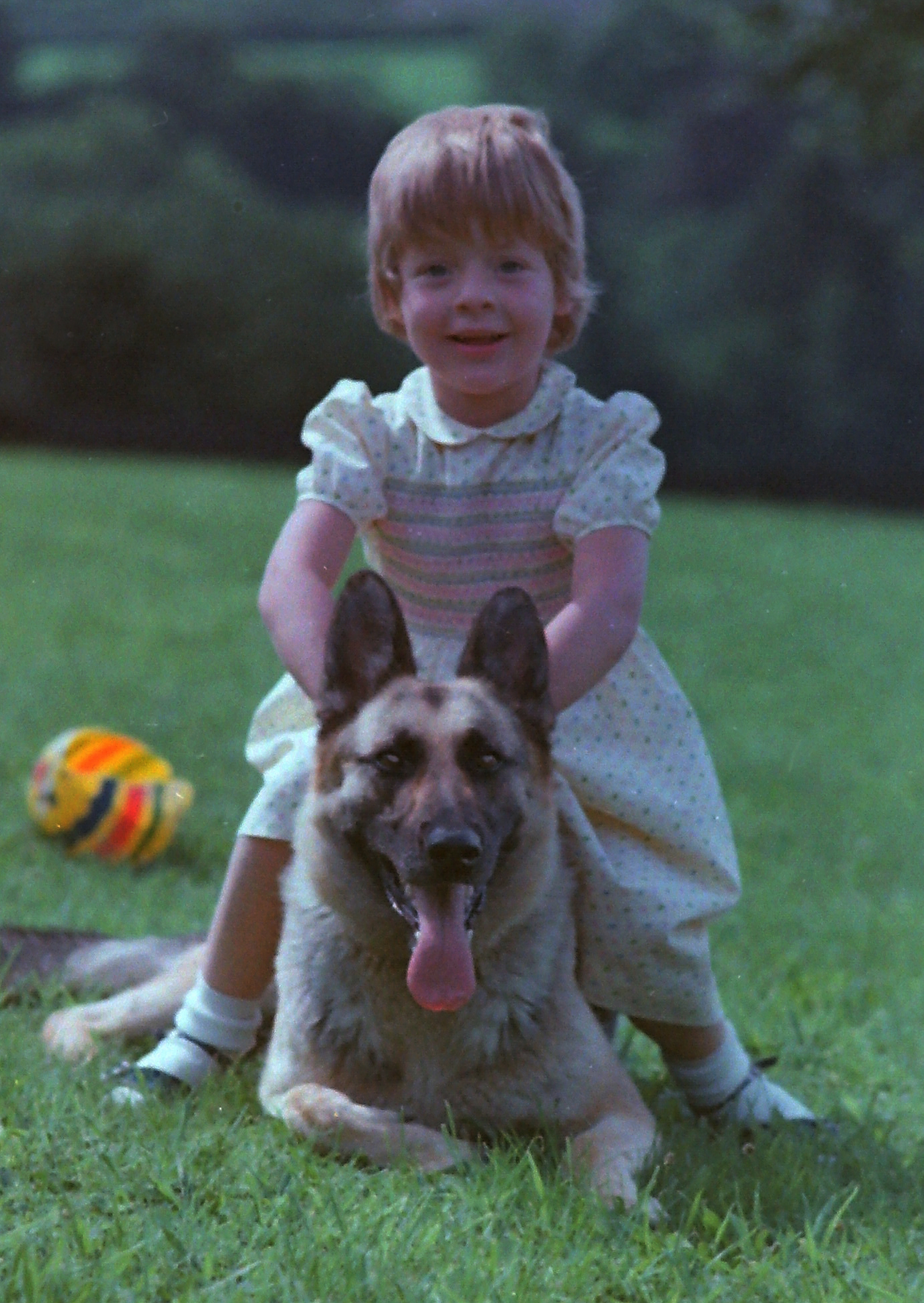
Une fillette à califourchon sur un berger allemand.

Le berger allemand bien dressé est obéissant. Il fait souvent preuve d'une grande intelligence. Il peut aussi être un très bon chien de garde. Bien éduqué il n'aboiera qu'à bon escient.
Le Berger Allemand incarne la polyvalence à la perfection. Chien de travail par excellence, on peut l'éduquer en tant que chien policier, de troupeau, pisteur et comme chien guide d'aveugle.
Ce chien s’attache très vite aux humains et il s’adapte aussi très bien à la vie de famille.
Il faut l'éduquer fermement mais sans brutalité, car sous des abords parfois impressionnants et dissuasif c'est un grand sensible. Il supporte mal la solitude.
C'est un chien d'extérieur, qui apprécie les grands espaces et l'exercice. Il est sportif et a besoin de se dépenser régulièrement.
À l'âge adulte le berger allemand est souvent un chien très attaché à son entourage, il protège donc parfois instinctivement les enfants.

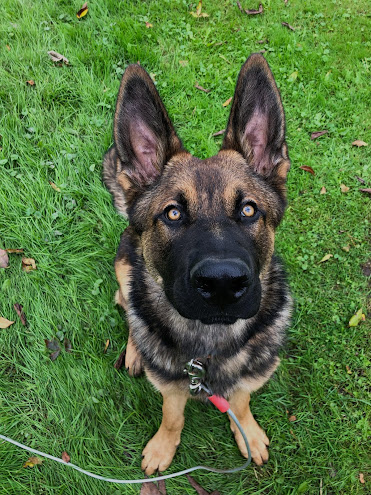
Un berger allemand âgé de 6 mois, à l’écoute.

## Santé
Le Berger allemand a une espérance de vie à la naissance d'environ 10 ans.
La race est sujette à plusieurs pathologies :

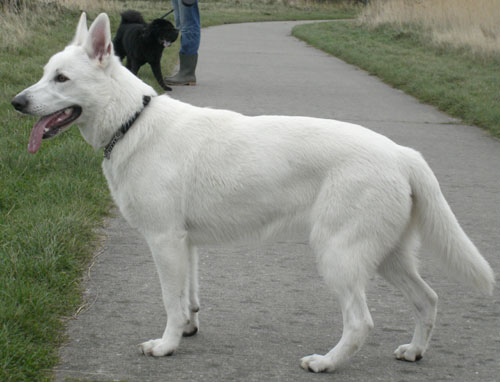
Berger blanc suisse (Leucistisme).

- Syndrome de dilatation-torsion gastrique : retournement de l'estomac, ceci se produit principalement si le chien se met à l'effort après avoir mangé, il est donc indispensable de lui donner sa nourriture en fin de journée, avant de dormir, afin qu'il ait le temps de digérer. Cette complication peut être soignée à condition qu'elle soit prise en charge rapidement, mais, elle est très couramment mortelle. De plus, si le chien en est atteint, les facteurs de risque que le chien meure d'un retournement de l'estomac en sont décuplés.
- Dysplasie de la hanche ou du coude : une dysplasie est une malformation ou déformation résultant d'une anomalie du développement d'un tissu ou d'un organe. On peut la détecter par la radiographie à 12 mois, ou la prévenir en choisissant les reproducteurs, en évitant l’exces de surpoids ou d’excercices durant la croissance (20 % de génétique et 80 % d’acquis pendant la croissance). Contrairement à une croyance bien ancrée, la dysplasie n'est pas « la maladie » du berger allemand ; comme toutes les grandes races, il en est atteint, mais les efforts des éleveurs et la prévention permettent de limiter cette affection invalidante.
- Myélopathie dégénérative du Berger allemand. C'est un trouble neurologique, causé par une dégénérescence axonale et à une démyélinisation progressive de la moelle épinière. Les chiens porteurs des deux copies de la mutation peuvent être touchés dès six mois[10], plus souvent vers huit-neuf ans avec des variations selon les lignages (âge moyen du pic de complications : dix ans). Cette maladie n'est pas guérissable et l'animal perdra les fonctions locomotrices de l'arrière train, ainsi que les capacités d'uriner et défequer normalement. Il est recommandé de faire génétiquement dépister l'animal avant achat et/ou reproduction pour limiter le risque de chiots homozygotes de cette mutation.
- Le Berger allemand est sujet à des troubles immunitaires qui peuvent créer des allergies, des fistules anales, des otites...

De nombreux bergers allemands souffrent d'une ligne du dos trop plongeante, un hypertype qui entraîne une démarche maladroite (en « grenouille ») et des problèmes dorsaux.

## Utilisation
Le berger allemand est un chien de travail, utilisé comme guide d'aveugles, il est aussi capable de retrouver des rescapés victimes d'avalanches ou  de tremblements de terre comme en Haïti, son flair est aussi utilisé pour retrouver de la drogue ou des explosifs. Il est encore utilisé comme chien de berger, notamment comme chien de rive (garder le troupeau dans une zone délimitée, et le protéger).
Le berger allemand est l'une des races de chiens les plus emblématiques de l'histoire militaire, ils ont constitué la majorité des unités canines au XXe siècle.
Le berger allemand accompagne son maître n'importe où, ainsi il peut être parachuté afin de pouvoir effectuer des interventions particulièrement délicates. Plusieurs chiens policiers de cette race ont même obtenu des médailles en reconnaissance de leur courage après des actions ou des sauvetages spectaculaires.
Cette polyvalence est le résultat d'une grande complicité entre le maître et son chien, ce qui en fait un excellent chien de garde puisqu'il défendra les biens et la famille de son maître. Ainsi l'éducation du berger allemand est un fondamental à ne surtout pas négliger.

## Le berger allemand dans la culture

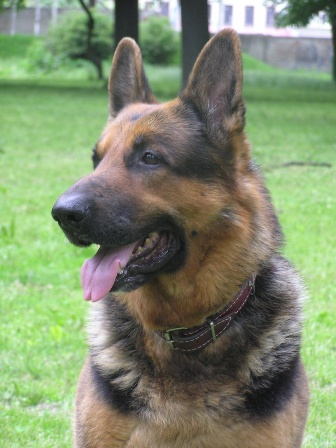
un berger allemand.

### Acteur de fiction
Le premier chien star d'Hollywood était Strongheart (cœur fort en anglais), un berger allemand acteur dans le cinéma muet des années 1920. Il a donné son nom à une marque de croquettes aux É.-U..
Un exemple célèbre en est le chien Rintintin, un chien réel, particulièrement doué, devenu acteur de nombreuses fictions, puis lui-même héros de fiction. D'autres chiens interprétèrent ensuite le rôle dont plusieurs de ses descendants. Dans la série télévisée de 1950, le chien Rintintin est à la fois chien de l'armée et le chien personnel d'un petit garçon. À ces titres, il effectue des missions très diverses : pistage, surveillance, assistance... voire portage, tout en restant aussi un « chien au foyer ». Le chien acteur Rintintin a son étoile sur Hollywood boulevard.
Koton est un autre chien berger allemand qui a joué le rôle du héros, nommé Jerry Lee, dans le film Chien de flic.
Dans Je suis une légende, les chiens acteurs Abbey et Kona se relaient pour interpréter le rôle de Sam, la chienne du héros.

### Héros de fiction
Les bergers allemands, populaires et débrouillards, ont souvent été choisis comme héros ou compagnons des héros de nombreuses fictions. Par exemple :
- Rintintin de la série éponyme
- Joe le fugitif 1974–1976
- Kafi est le berger allemand des romans d'aventure Les six compagnons.
- John, personnage du manga ginga nagareboshi gin est un berger allemand
- Jerome, Ron, Victor et les autres chiens russe du manga ginga densetsu weed sont des bergers allemands
- Rex, dans la série germano-autrichienne Rex, chien flic créée en 1994 qui raconte les aventures d'un chien policier.
- Delgado est un ancien chien policier dans Le Chihuahua de Beverly Hills, film des studios Disney sorti en 2009. Le tournage très physique a nécessité cinq bergers allemands comme doublures, en plus du chien-acteur Samson.
- Diggs, le berger allemand dans Comme chiens et chats : La Revanche de Kitty Galore.
- Samanta, surnommée Sam', est le chien de Robert Neville dans Je suis une legende.
- Canigou, dans Fallout 4, le chien découvert au Red Rocket, qui devient un compagnon du joueur.
- Riley, dans Call of Duty: Ghosts, contrôlable par le joueur et incarnable dans certaines circonstances.
- Alice, dans The Last of Us Part II, accompagnant  Abby Anderson, Owen Moore et Mel au milieu du jeu.
- Chase le chien policier de la Pat'Patrouille.
- Maximillian, surnomé Max dans la série Super Jamie, est un chien équipé d'une mâchoire et de pattes bioniques[18].
- K9

## Galerie de photos

Berger allemand.
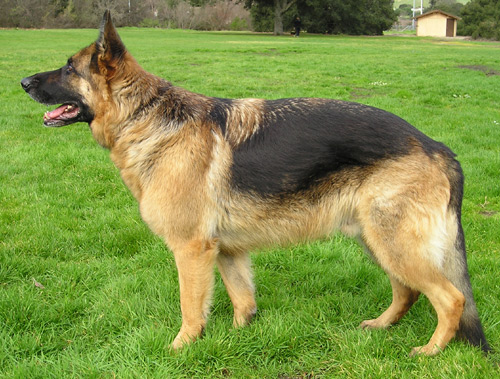
Berger allemand.
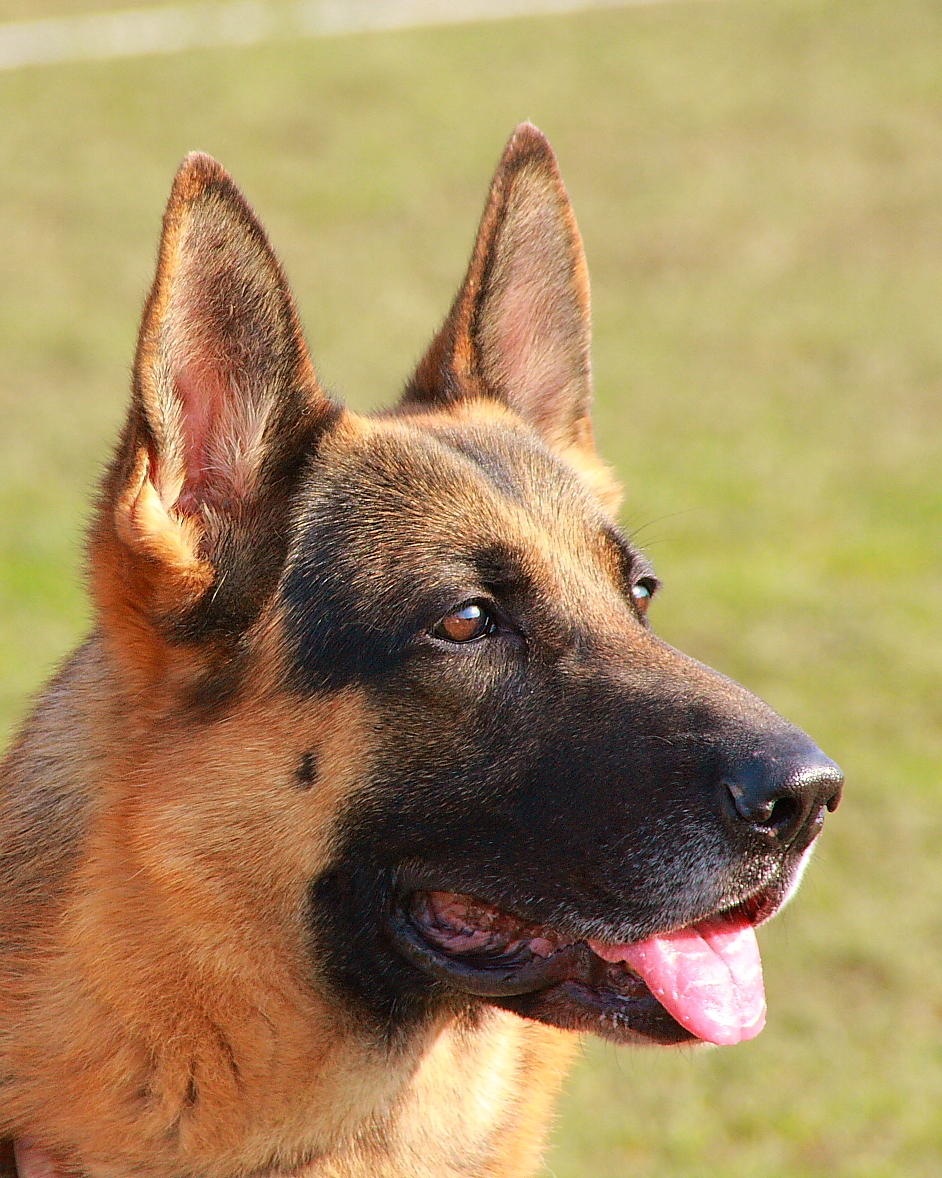
Berger allemand.
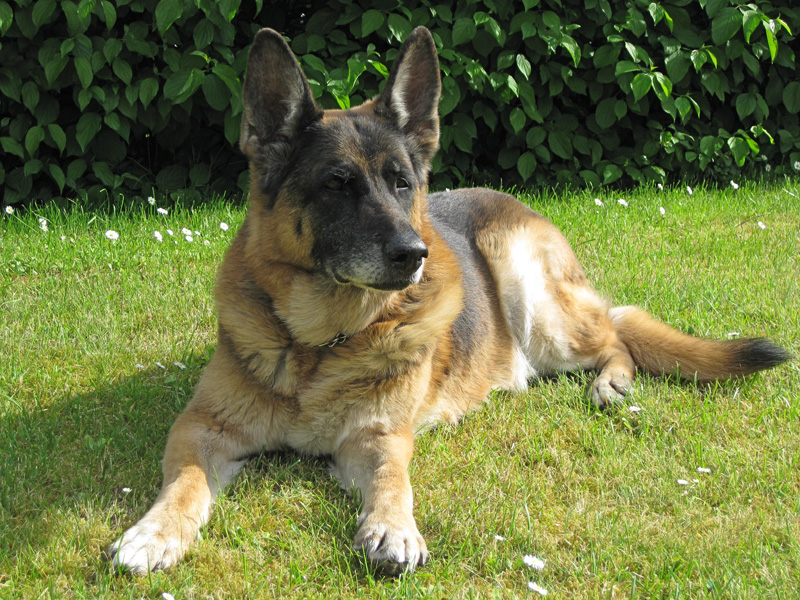
Un berger allemande de douze ans.
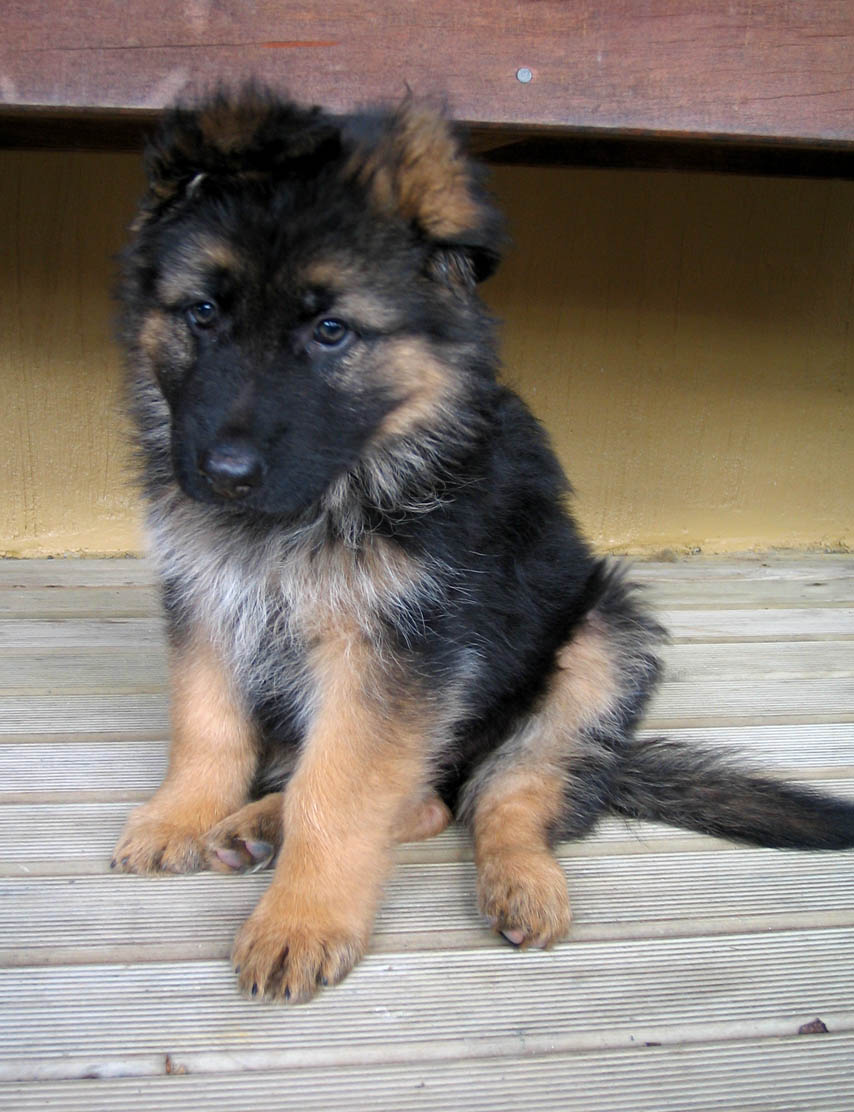
Chiot berger allemand.
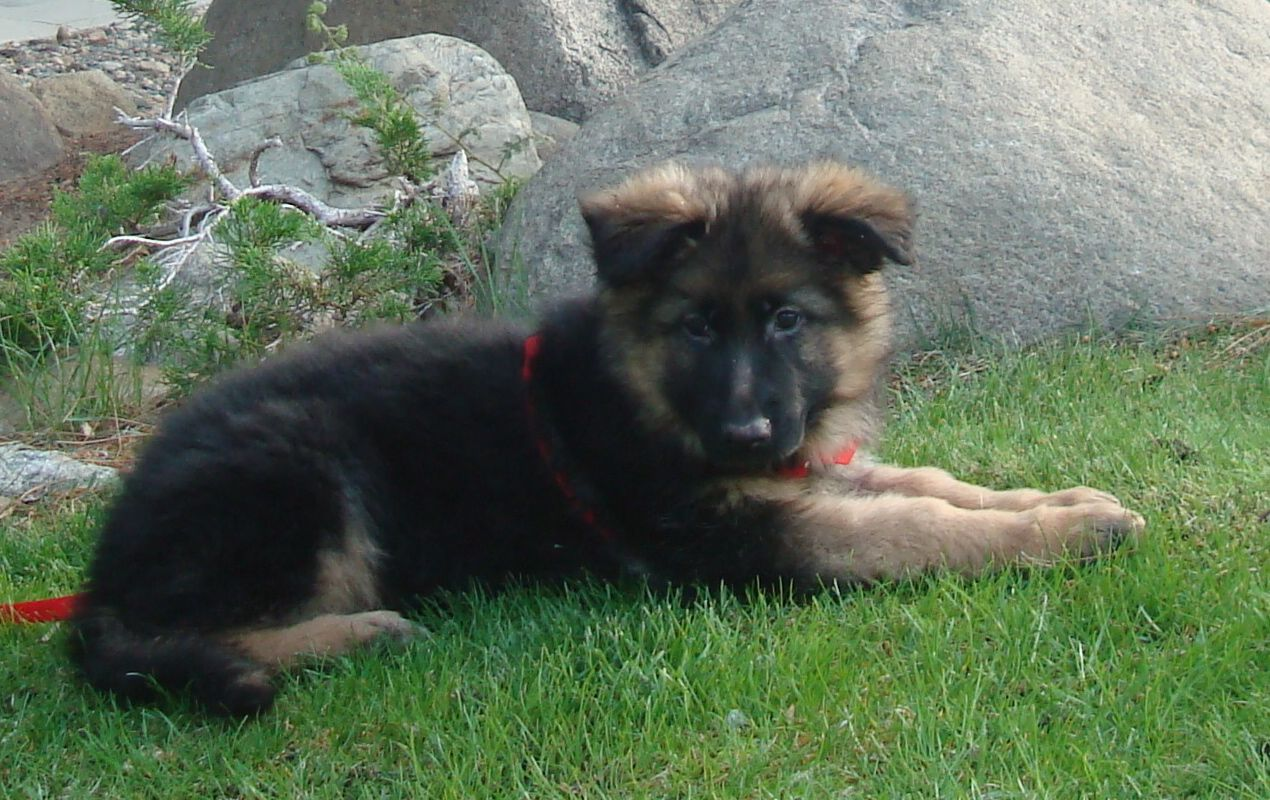
Chiot berger allemand âgé de neuf semaines.
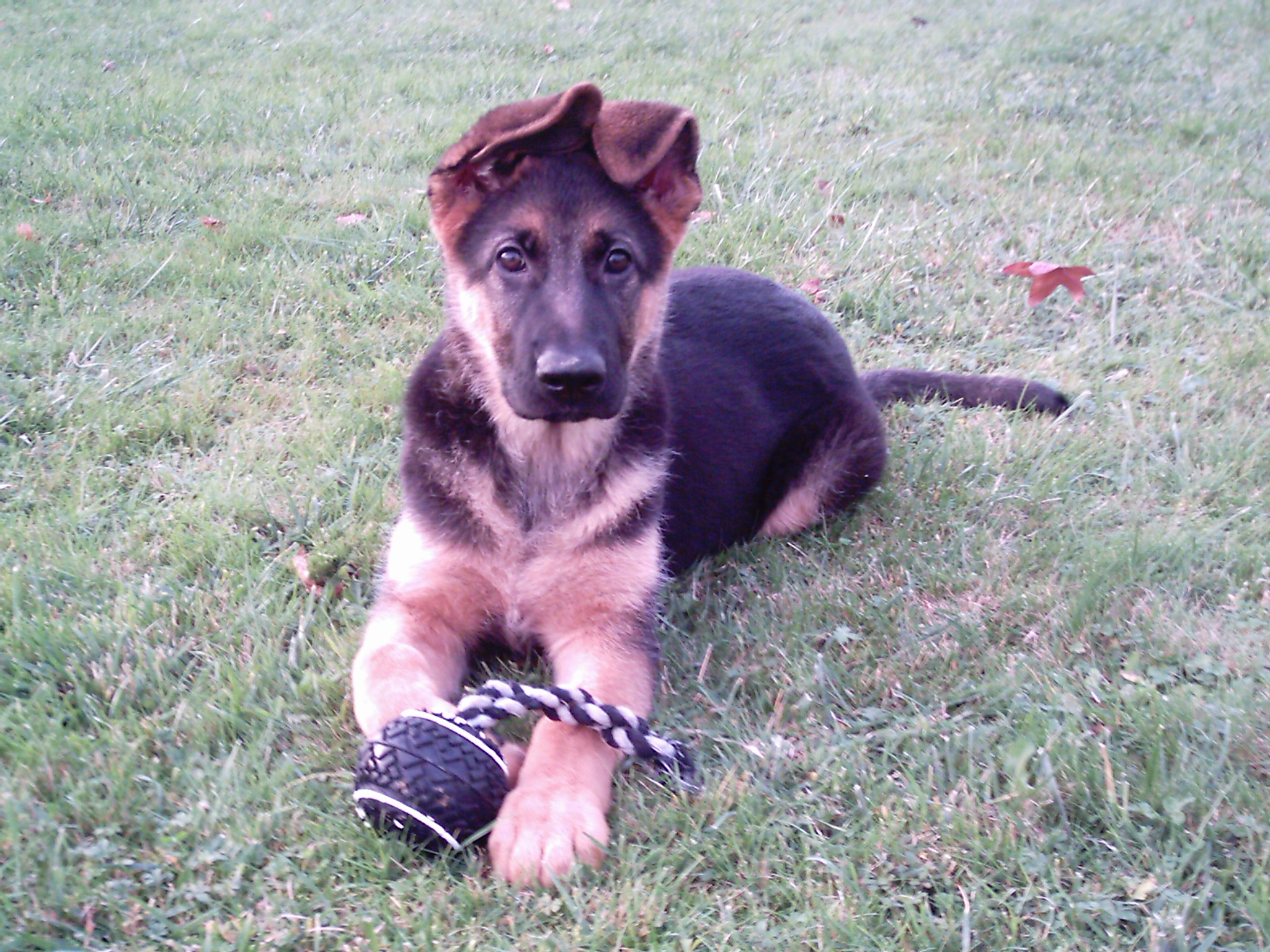
Berger allemand âge de trois mois.
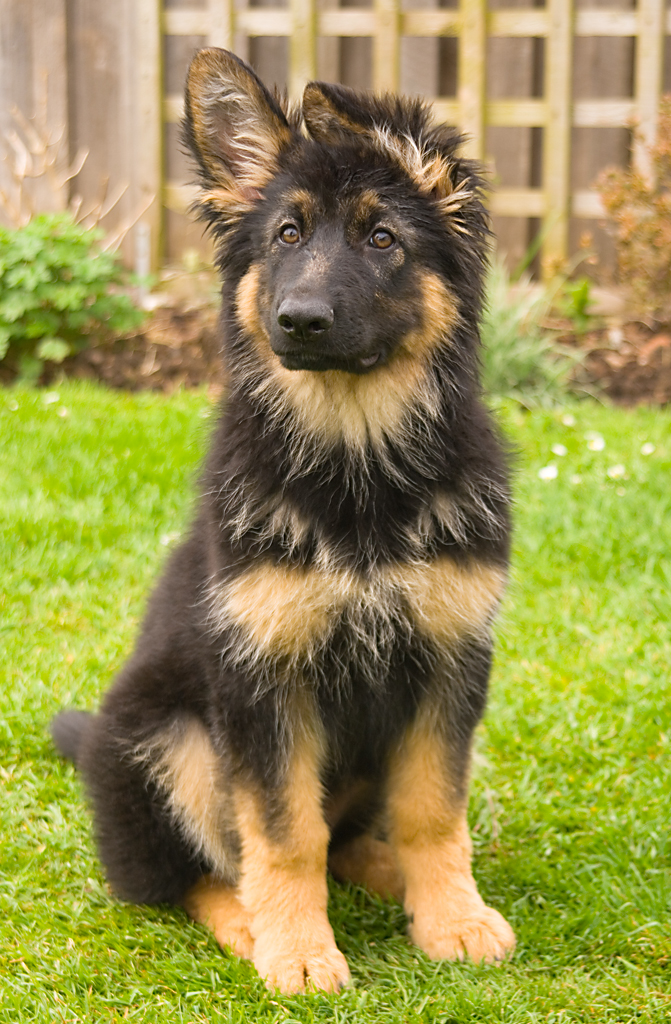
Berger allemand âge de quatorze semaines.
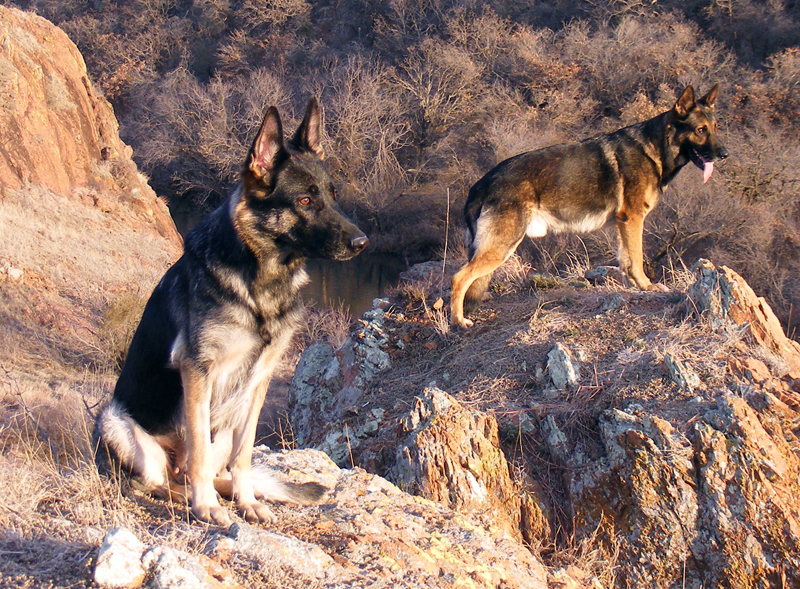
Deux bergers allemands.
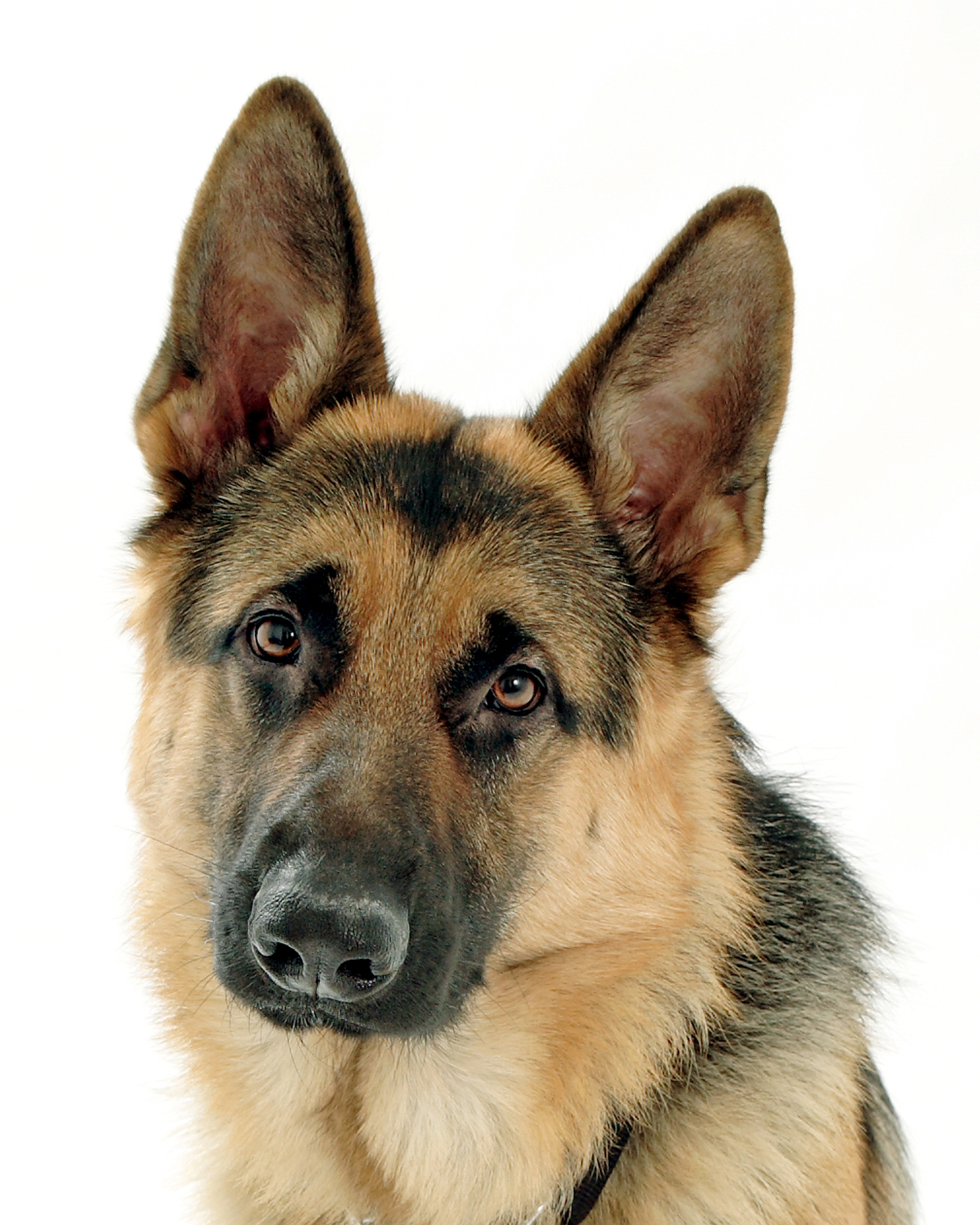
Berger allemand.